# Фред Гвінн
Фред Гвінн (англ. Fred Gwynne; 10 липня 1926, Нью-Йорк, США ― 2 липня 1993, Меріленд, США) ― американський актор, художник, автор. Популярність здобув в американських телевізійних комедіях 1960-х, років, «Авто 54», «Де ти?», також комедійний ситком про монстрів під назвою «Мюнстери», де він зіграв образ Франкенштейна, Германа Мюнстера, Гвінна також запам'ятали у ролі Джада Крендала з фільму «Кладовище домашніх тварин», та у комедії, «Мій кузен Вінні».

## Біографія
Фред Гвінн народився 10 липня 1926, рок, в Нью-Йорку, син Фредеріка Вокера Гвінна, який працював у компанії з цінних паперів, «Gwynne Brothers», та його дружини Дороті Фікен Гвінн, до шлюбу успішної акторки. Дідусь Фреда Гвінна по батькові якого звали Уокер Гвін був англійським священником, він народився у Камю, графство, Тірон, Ірландія, близько 1846, року, він одружився з американкою Гелен Лі Боуерс. Його дід по материнській лінії Генрі Едварс Фікен був емігрантом з Лондона, був одружений з американкою Джозефін Престон Хаббард. У Гвінна було двоє братів і сестер, Дороті Гвінн, та Бауерс Гвінн, які померли в молодому віці. Фредд Гвінн виріс, у Таксідо-Парк, Нью-Йорк, але більшу частину свого дитинства провів в Південній Кароліні, Флориді, Колорадо, тому що його батько багато подорожува. Фред Гвінн, відвідував школу в місті Гротона. Під час другої світової війни, Фред Гвінн служив у ВМС США, як радіомовець на підводних човнах. У 1940-х роках Гвінн був інструктором з літнього плавання, в басейні яхт клубу «Даксбері», штат Масачуссет. Пізніше почав вивчати мистецтво, в Гарвардському університеті, який закінчив в 1951, році, як художник був карикатуристом.

## Художник та ілюстратор
Крім акторської кар'єри Фред Гвінн співав, і малював, займався ілюстрацією дитячих книг. Але такої популярності ці дитячі книги не здобули, причиною було цього що вони були розраховані на дуже молоду аудиторію, але ця концепція привела увагу дітей більш старшого віку і також дорослих людей, і це дало змогу, розширити популярність дитячих книг. Також Гвінн використав свій талант і голос у рекламі на телебаченні та радіо. Гвінн провів ряд виставок своїх творів стосовно своїх ілюстрованих книг, перша виставка сталася в 1989, році.

## Особисте життя
Фред Гвінн був у двох шлюбах. Перша дружина Джин Ренар (у шлюбі з 1951 по 1980 роки), у них народилося п'ятеро дітей. Другий раз Гвінн одружився в 1988 році з Деборою Флатер.

## Смерть
Фред Гвінн помер 2 липня 1993, в віці 66 років, в Тонітаун причиною смерті став рак підшлункової залози, Гвінн помер не доживши до свого 67-сьомого дня народження. Похований на кладовищі Об'єднаної медотиської церкви Сенді у Фінксбурзі, Меріленд.